# Maligno (película)
Maligno es una película de terror peruana codirigida por Martin Casapía Casanova y Francisco Bardales, y producida por Dorian Fernández-Moris, quien dirigió anteriormente Cementerio General, Cementerio General 2, Desaparecer y Secreto Matusita. Está programada a estrenarse el 14 de julio de 2016.

## Sinopsis
Una leyenda escalofriante se convierte realidad cuando un misterioso agujero sellado en la pared se abre en el pasillo de un hospital principal de una ciudad (Iquitos), y una presencia oscura es liberada.

## Elenco
- Sofía Rocha como Sofia Balbuena.
- Fiorella Pennano como Luciana.
- Gino Pesaressi como Andrés.
- Sylvia Majo como Vilma Herrera.
- Gonzalo Molina como Dr. Francisco Castro.
- Juan Luis Maldonado
- Fernando Bacilio como Curandero.
- Marcelo Ingunza como Iván.

## Producción
La fotografía principal para Maligno empezó en abril de 2016 en Iquitos. Ha sido rodada principalmente en el Hospital Regional de Iquitos, el cual está ubicado en el Distrito de Punchana de la ciudad. También se grabaron escenas en el CREA, una refugio de manatíes.